# Jan Kučera (právník)
Jan Kučera (1. února 1838 Poděbrady – 17. ledna 1895 Praha) byl rakouský a český právník a politik, ve 2. polovině 19. století poslanec Českého zemského sněmu a poslanec Říšské rady.

## Život
Jan Kučera pocházel z rodiny učitele z Poděbrad. Studoval na gymnáziu v Plzni a Akademickém gymnáziu v Praze a pak absolvoval práva na Karlo-Ferdinandově univerzitě v Praze, kde v červenci 1861 získal titul doktora práv. Nastoupil do advokátní kanceláře k Václavu Bělskému. Od roku 1869 působil ve vlastní advokátní kanceláři v Praze. Byl aktivní ve veřejném životě. V roce 1862 zakládal spolu s Rudolfem Thurn-Taxisem pěvecký spolek Hlahol. Podílel se také na vzniku spolku Umělecká beseda. Do svého čela ho zvolila Národní jednota severočeská, zasedal také ve výboru pro zřízení Národního divadla v Praze. V letech 1864–1866 vedl profesní sdružení Právnická jednota a v letech 1864–1868 byl členem redakce odborného časopisu Právník.
V 60. letech 19. století se zapojil i do zemské politiky. V doplňovacích volbách v červnu 1868 byl zvolen na Český zemský sněm za kurii venkovských obcí (obvod Písek – Vodňany). V této době vrcholící české opozice jako advokát zastupoval pořadatele táboru lidu pod Řípem. Patřil taky mezi 81 českých politiků, kteří v srpnu 1868 podepsali státoprávní deklaraci českých poslanců coby nejucelenější programový manifest české opozice proti centralistickému ústavnímu vývoji Rakouska-Uherska.
Mandát na sněmu obhájil, opět za svůj obvod, i ve volbách do Českého zemského sněmu roku 1870 a volbách roku 1872. V rámci tehdejší politiky české pasivní rezistence křeslo nepřebral a byl zbaven mandátu. Uspěl ale vzápětí v doplňovacích volbách roku 1873. V doplňovacích volbách roku 1874 kandidoval za nově utvořenou Národní stranu svobodomyslnou (mladočeskou). Ve volebním klání prohrál a místo něj na sněm usedl Václav Kotalík. Do sněmu se za mladočechy vrátil ve volbách roku 1878, nyní za kurii venkovských obcí (obvod Rokycany – Blovice). Znovu se jako zemský poslanec uvádí až po volbách roku 1889, kdy za mladočeskou stranu uspěl v městské kurii (obvod Hořovice– Beroun – Radnice – Rokycany).
Když na přelomu 80. a 90. let vrcholila mladočeská agitace proti staročeskému projektu punktací, byl Kučera předsedou mladočeského klubu na sněmu. Co předseda poslaneckého klubu podporoval rozšiřování stranických řad i o osobnosti odlišných politických názorů. Mladočechem se tak dočasně stal i Tomáš Masaryk a trvale Karel Kramář. Strana se díky tomu během 90. let stala umírněnější a kultivovanější politickou silou. Byl rovněž přísedícím zemského výboru, kde zasedal v letech 1889–1895.
Ve volbách roku 1879 byl zvolen i jako poslanec i na Říšskou radu (celostátní zákonodárný sbor), kde reprezentoval kurii venkovských obcí (obvod Roudnice – Louny – Mělník). Rezignaci na mandát oznámil 1. ledna 1880. Po volbách v roce 1879 se na Říšské radě připojil k Českému klubu (jednotné parlamentní zastoupení, do kterého se sdružili staročeši, mladočeši, česká konzervativní šlechta a moravští národní poslanci). Od roku 1890 byl rovněž pražským městským zastupitelem.
Zemřel v lednu 1895.